# Опростен китайски
Опростените китайски йероглифи (на традиционен китайски: 簡體字, 簡化字, на опростен китайски: 简体字, 简化字, на пинин: jiǎntǐzì, jiǎnhuàzì) са един от двата стандартни набора от съвременните китайски йероглифи, официално стандартизирани и въведени в употреба от правителството на Китай през 1950-те години в опит за ограничаване на неграмотността и насърчаване на образованието. Другият съвременен стандартен набор от йероглифи е традиционният, който се използва от около две хиляди години насам.
Опростеният китайски се използва в повечето китайска писменост в континентален Китай и Сингапур, а традиционните йероглифи се използват в Хонконг, Макао, Тайван и сред китайските емигранти. Опростените китайски йероглифи добиват нарастваща популярност с нарастващата емиграция на хора от Китай.